# Planckrörelsemängd
Planckrörelsemängd, betecknat {\displaystyle m_{\text{P}}c}, är en rörelsemängdsenhet och en av de härledda Planckenheterna, ett måttenhetssystem som bygger på naturliga enheter. Planckrörelsemängd definieras som:
{\displaystyle m_{\text{P}}c={\frac {\hbar }{l_{\text{P}}}}={\sqrt {\frac {\hbar c^{3}}{G}}}}
där {\displaystyle G} är gravitationskonstanten, {\displaystyle \hbar } Diracs konstant och {\displaystyle c} ljusets hastighet i vakuum.
Dess värde är ungefär 6,52485 kg m/s.